# Ozeaneum w Stralsundzie

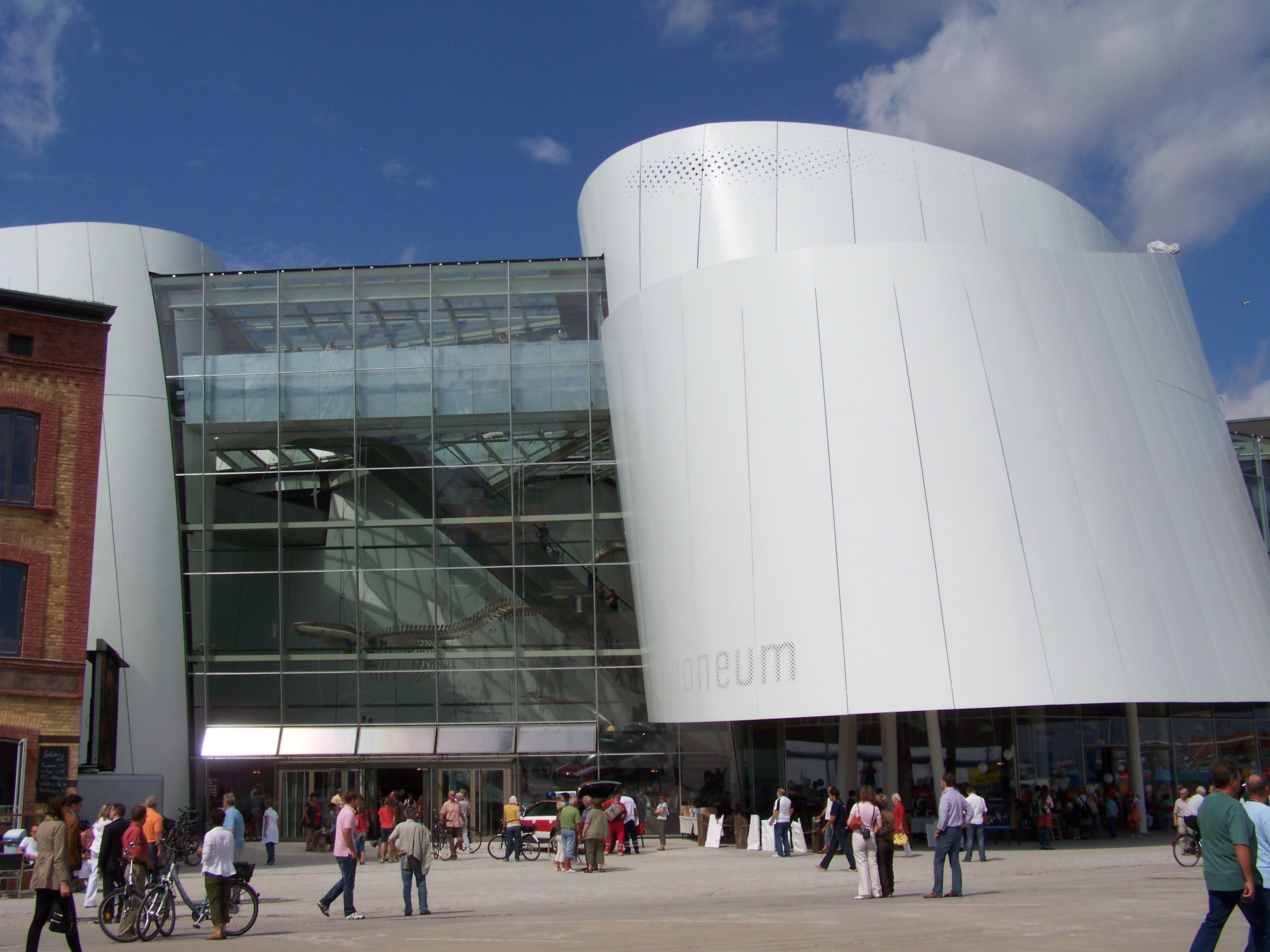
Wejście do Ozeaneum w Stralsundzie

Ozeaneum w Stralsundzie – oceanarium stanowiące jedną z czterech placówek Niemieckiego Muzeum Morza w Stralsundzie. Jest to największa w północnej Europie placówka popularyzująca wiedzę o Bałtyku, morzach północnych i północnym Atlantyku, wybudowana w leżącym nad Morzem Bałtyckim, niemieckim mieście Stralsund, na terenie dawnego portu. 
Budowa obiektu została rozpoczęta w październiku 2005, dla publiczności został on udostępniony 12 lipca 2008. Koszt inwestycji szacowany jest na 60 mln euro, na które złożyły się dotacje federalne, landu Meklemburgia-Pomorze Przednie, miasta Stralsund i pieniądze pozyskane z funduszy unijnych przez Deutsches Meeresmuseum.
Projekt muzeum przygotowali architekci Elke Reichel i Peter Schlaier z pracowni architektonicznej Behnisch, Behnisch & Partner ze Stuttgardu. Budynek architektonicznie musiał wpisywać się w ogólny obraz portu w Stralsundzie, aby nie zagrażać statusowi starego miasta Stralsundu jako miejsca światowego dziedzictwa UNESCO.
Oceanarium ma 8700 m² powierzchni użytkowej i 39 akwariów o łącznej pojemności ok. 6 mln litrów. Wielkością akwariów ustępuje w Europie jedynie Oceanarium w Lizbonie i Oceanarium w Walencji. W przygotowaniu liczącej ok. 7 tys. gatunków zwierząt i roślin morskich. Poza popularyzacją wiedzy o ekosystemie morskim, celem placówki jest też ochrona zwierząt i roślin zagrożonych wyginięciem i będących pod specjalną ochroną.
W Ozeaneum prezentowanych jest pięć wystaw stałych: „Ocean – różnorodność życia”, „Morze Bałtyckie – morze w naszym gronie”, „Badanie i użytkowanie mórz”, „Morze dla dzieci” oraz „Morscy giganci 1:1”.